# Шаторенар (кантон)
Шаторена́р (фр. Châteaurenard) — кантон во Франции, находится в регионе Прованс — Альпы — Лазурный Берег, департамент Буш-дю-Рон. Входит в состав округа Арль.
Код INSEE кантона — 1307. Всего в кантон Шаторенар входит 6 коммун, из них главной коммуной является Шаторенар.
Население кантона на 2008 год составляло 35 982 человека.

## Коммуны кантона
| Коммуна   | Население, чел. (1999) | Почтовый индекс | Код INSEE |
| --------- | ---------------------- | --------------- | --------- |
| Барбантан | 3763                   | 13570           | 13010     |
| Гравзон   | 3836                   | 13690           | 13045     |
| Нов       | 5106                   | 13550           | 13066     |
| Роньона   | 4122                   | 13870           | 13083     |
| Шаторенар | 14 817                 | 13160           | 13027     |
| Эйраг     | 4338                   | 13630           | 13036     |